# Vilmo Rosada
Vilmo Tullio Rosada (Itália, 23 de junho de 1905 — Rio Claro, 5 de setembro de 1987) foi um escultor Ítalo-brasileiro. Utilizava como técnica a modelagem em argila, com posterior molde em gesso e fundição em bronze.
Aos seis anos de idade, seguindo os passos do pai, Giuseppe "José" Rosada, iniciou uma carreira que lhe renderia diversos prêmios e reconhecimento. Em 1913 seu pai transferiu-se da Itália para a Argentina e Vilmo ficou sob a orientação de um amigo de seu pai, o também escultor Marco Dovanzo.
Em 1920, aos quinze anos de idade, a família emigrou para o Brasil onde já estava seu pai, que residia em Campinas desde 1914. Freqüentou e concluiu o curso de Desenho Artístico na Escola de Desenho Francisco Glicério. Em 1924, retornou à Itália para prestar o serviço militar e concluir o curso de Belas Artes na cidade de Milão e na Regia accademia di belle arti di Venezia. Aos 22 anos já era um escultor e professor formado quando retornou à cidade de Campinas. Rosada trabalhou com seu pai e lecionou a disciplina de Desenho Artístico em escolas de Campinas e também no Colégio Dante Alighieri de São Paulo.
Em 1934 casou-se com Belmira Mônaco em Campinas, com quem teve duas filhas. Em 1940 mudou-se a cidade vizinha de Rio Claro. Naturalizou-se brasileiro em 1952 e em 1967 recebe o título de "cidadão rio-clarense".
Em 1984 torna-se viúvo e em homenagem à esposa, fazer uma escultura em bronze. Possui mais de quinhentas obras espalhadas pelo Brasil e Itália, entre elas, destacam-se o Mausoléu dos Heróis da Polícia Militar de São Paulo no Cemitério do Araçá e o Templo Maçônico da Loja Capitular Estrela de Rio Claro.